# Poliosia fragilis
Poliosia fragilis là một loài bướm đêm thuộc phân họ Arctiinae, họ Erebidae.